# Clearwater, South Carolina
Clearwater är en ort i Aiken County i delstaten South Carolina, USA.